# Çeşmebaşı, Pamukkale
Çeşmebaşı là một xã thuộc huyện Pamukkale, tỉnh Denizli, Thổ Nhĩ Kỳ. Dân số thời điểm năm 2010 là 239 người.